# Französische Tischtennis-Meisterschaft
Die französischen Meisterschaften im Tischtennis für Individualwettbewerbe werden vom französischen Tischtennisverband FFTT (Fédération française de tennis de table) einmal pro Jahr durchgeführt.

## Sieger im Seniorenbereich
| Jahr                               | Herren               | Herren                                 | Damen                    | Damen                                     | Mixed                                   |
| Jahr                               | Einzel               | Doppel                                 | Einzel                   | Doppel                                    | Mixed                                   |
| ---------------------------------- | -------------------- | -------------------------------------- | ------------------------ | ----------------------------------------- | --------------------------------------- |
| 2025 Levallois-Perret              | Félix Lebrun         | Alexis Lebrun Félix Lebrun             | Pauline Chasselin        | Pauline Chasselin Anaïs Salpin            | Flavien Coton Charlotte Lutz            |
| 2024 Montpellier                   | Alexis Lebrun        | Alexis Lebrun Félix Lebrun             | Camille Lutz             | Pauline Chasselin Isa Cok                 | Bastien Rembert Camille Lutz            |
| 2023 Antibes                       | Alexis Lebrun        | Stéphane Ouaiche Jules Cavaille        | Audrey Zarif             | Prithika Pavade Camille Lutz              | Simon Gauzy Prithika Pavade             |
| 2022 Mouilleron-le-Captif          | Alexis Lebrun        | Félix Lebrun Laurent Cova              | Prithika Pavade          | Prithika Pavade Camille Lutz              | Alexis Lebrun Camille Lutz              |
| 2021 Cesson-Sévigné                | Simon Gauzy          | Alexis Lebrun Esteban Dorr             | Jia Nan Yuan             | Stéphanie Loeuillette Jia Nan Yuan        | Quentin Robinot Stéphanie Loeuillette   |
| 2020 Arnas                         | Simon Gauzy          | Enzo Angles Quentin Robinot            | Carole Grundisch         | Laura Gasnier Audrey Zarif                | Esteban Dorr Pauline Chasselin          |
| 2019 Le Mans                       | Can Akkuzu           | Tristan Flore Emmanuel Lebesson        | Jia Nan Yuan             | Laura Gasnier Carole Grundisch            | Emmanuel Lebesson Carole Grundisch      |
| 2018 Rouen                         | Alexandre Robinot    | Alexandre Robinot Joé Seyfried         | Jia Nan Yuan             | Océane Guisnel Stéphanie Loeuillette      | entfällt                                |
| 2017 Marseille                     | Emmanuel Lebesson    | Tristan Flore Emmanuel Lebesson        | Jia Nan Yuan             | Lucie Gauthier Roza Soposki               | entfällt                                |
| 2016 Brest                         | Stéphane Ouaiche     | Stéphane Ouaiche Abdel-Kader Salifou   | Xiao Xin Yang            | Agnés Le Lannic Xiao Xin Yang             | entfällt                                |
| 2015 Orchies                       | Adrien Mattenet      | Romain Lorentz Brice Ollivier          | Jia Nan Yuan             | Li Xue Carole Grundisch                   | entfällt                                |
| 2014 Mouilleron-le-Captif (Vendée) | Stéphane Ouaiche     | Christophe Legoût Michel Martinez      | Li Xue                   | Laura Gasnier Carole Grundisch            | entfällt                                |
| 2013 Agen                          | Simon Gauzy          | Simon Gauzy Emmanuel Lebesson          | Li Xue                   | Jia Nan Yuan Aurore Dessaint              | entfällt                                |
| 2012 Nantes                        | Tristan Flore        | Christophe Legoût Michel Martinez      | Jia Nan Yuan             | Agnès Le Lannic Li Xue                    | entfällt                                |
| 2011 Arras                         | Christophe Legoût    | Emmanuel Lebesson Adrien Mattenet      | Carole Grundisch         | Laura Gasnier Anaïs Leveque               | entfällt                                |
| 2010 Nîmes                         | Christophe Legoût    | Christophe Legoût Michel Martinez      | Li Xue                   | Laura Gasnier Anaïs Leveque               | entfällt                                |
| 2009 Dreux                         | Emmanuel Lebesson    | Christophe Legoût Michel Martinez      | Li Xue                   | Elisabeth Gladieux Agnès Le Lannic        | entfällt                                |
| 2008 Antibes                       | Patrick Chila        | Emmanuel Lebesson Adrien Mattenet      | Xian Yifang              | Ioana Dorsescu Marine Zanardi             | entfällt                                |
| 2007 Orléans                       | Patrick Chila        | Christophe Legoût Michel Martinez      | Carole Grundisch         | Carole Grundisch Sylvie Plaisant          | entfällt                                |
| 2006 Dinan                         | Sébastien Jover      | Sébastien Jover Armand Phung           | Carole Grundisch         | Christelle Durand Anne-Sophie Gourin      | Sébastien Jover Carole Grundisch        |
| 2005 Mondeville                    | Christophe Legoût    | Christophe Legoût Rodolphe Desprès     | Carole Grundisch         | Sabrina Fernandes Estelle Legay           | Estelle Legay Armand Phung              |
| 2004 Laval                         | Damien Éloi          | Christophe Legoût Rodolphe Desprès     | Anne-Claire Palut        | Agathe Costes Anne-Claire Mie             | Sylvie Plaisant Cédric Mirault          |
| 2003 Mülhausen                     | Patrick Chila        | Patrick Chila Jean-Philippe Gatien     | Anne Boileau             | Elisabeth Gladieux Sylvie Plaisant        | Anne-Claire Palut Armand Phung          |
| 2002 Rennes                        | Jean-Philippe Gatien | Michel Martinez Cédric Mirault         | Anne Boileau             | Sabrina Fernandes Sandrine Morel          | Anne-Claire Palut Armand Phung          |
| 2001 Agen                          | Jean-Philippe Gatien | Jean-Philippe Gatien Patrick Chila     | Anne Boileau             | Anne-Claire Palut Sylvie Plaisant         | Anne Guillerm David Johnston            |
| 2000 Dijon                         | Jean-Philippe Gatien | Christophe Legoût Damien Éloi          | Anne Boileau             | Anne-Claire Palut Sylvie Plaisant         | Sabrina Fernandes Michel Martinez       |
| 1999 Clermont-Ferrand              | Jean-Philippe Gatien | Patrick Chila Jean-Philippe Gatien     | Anne Boileau             | Anne Boileau Anne-Sophie Gourin           | Sabrina Fernandes Michel Martinez       |
| 1998 Amiens                        | Patrick Chila        | Patrick Chila Christophe Legoût        | Anne Boileau             | Emmanuelle Coubat Sylvie Plaisant         | Anne Boileau Christophe Legoût          |
| 1997 Marseille                     | Jean-Philippe Gatien | Nicolas Chatelain Stéphane Lebrun      | Sylvie Plaisant          | Emmanuelle Coubat Sylvie Plaisant         | Anne Boileau Christophe Legoût          |
| 1996 Levallois-Perret              | Jean-Philippe Gatien | Patrick Chila Christophe Legoût        | Emmanuelle Coubat        | Emmanuelle Coubat Sylvie Plaisant         | Anne Boileau Christophe Legoût          |
| 1995 Cholet                        | Jean-Philippe Gatien | Jean-Philippe Gatien Didier Mommessin  | Sylvie Plaisant          | Emmanuelle Coubat Sylvie Plaisant         | Emmanuelle Coubat Olivier Marmurek      |
| 1994 Saint-Maur                    | Jean-Philippe Gatien | Jean-Philippe Gatien Didier Mommessin  | Wang Xiaoming            | Emmanuelle Coubat Sylvie Plaisant         | Emmanuelle Coubat Olivier Marmurek      |
| 1993 Saint-Chamond                 | Jean-Philippe Gatien | Patrick Chila Nicolas Chatelain        | Emmanuelle Coubat        | Emmanuelle Coubat Sylvie Plaisant         | Emmanuelle Coubat Olivier Marmurek      |
| 1992 Besançon                      | Jean-Philippe Gatien | Jean-Philippe Gatien Didier Mommessin  | Emmanuelle Coubat        | Caroline Creuze Sandrine Derrien          | Patricia Aubry Stéphane Hucliez         |
| 1991 Pontoise                      | Jean-Philippe Gatien | Patrick Chila Olivier Marmurek         | Wang Xiaoming            | Brigitte Thiriet Wang Xiaoming            | Emmanuelle Coubat Olivier Marmurek      |
| 1990 Poitiers                      | Didier Mommessin     | Patrick Chila Olivier Marmurek         | Wang Xiaoming            | Emmanuelle Coubat Rozenn Yquel            | Sandrine Derrien Damien Éloi            |
| 1989 Bordeaux                      | Jean-Philippe Gatien | Didier Mommessin Jacques Secrétin      | Wang Xiaoming            | Brigitte Thiriet Wang Xiaoming            | Wang Xiaoming Jean-Philippe Gatien      |
| 1988 Dijon                         | Jean-Philippe Gatien | Jean-Philippe Gatien Patrick Birocheau | Emmanuelle Coubat        | Brigitte Thiriet Wang Xiaoming            | Wang Xiaoming Jean-Philippe Gatien      |
| 1987 Hagondange                    | Patrick Renversé     | Jean-Philippe Gatien Patrick Birocheau | Nadine Daviaud           | Patricia Germain Brigitte Thiriet         | Brigitte Thiriet Christian Martin       |
| 1986 Saint-Quentin                 | Jacques Secrétin     | Jacques Secrétin François Farout       | Brigitte Thiriet         | Patricia Germain Brigitte Thiriet         | Brigitte Thiriet Christian Martin       |
| 1985 Saint-Pierre-du-Mont          | Patrick Renversé     | Jacques Secrétin François Farout       | Patricia Germain         | Nadine Daviaud Muriel Monteux             | Patricia Germain François Farout        |
| 1984 Orléans                       | Patrick Renversé     | Jacques Secrétin Guernot               | Béatrice Abgrall         | Nadine Daviaud Muriel Monteux             | Nadine Daviaud Bruno Parietti           |
| 1983 Valenciennes                  | Patrick Renversé     | Patrick Renversé Bruno Parietti        | Claude Bergeret          | Patricia Germain Brigitte Thiriet         | Muriel Monteux Patrick Birocheau        |
| 1982 Saint-Chamond                 | Jacques Secrétin     | Patrick Birocheau Jean-Denis Constant  | Nadine Daviaud           | Claude Bergeret Evelyne Lecler            | Brigitte Thiriet Christian Martin       |
| 1981 Lunéville                     | Jacques Secrétin     | Patrick Renversé Bruno Parietti        | Patricia Germain         | Grillet Brigitte Thiriet                  | Brigitte Thiriet Christian Martin       |
| 1980 Besançon                      | Jacques Secrétin     | Hoffstetter Christian Martin           | Nadine Daviaud           | Grillet Brigitte Thiriet                  | Claude Bergeret Jacques Secrétin        |
| 1979 Montpellier                   | Jacques Secrétin     | Patrick Birocheau Régis Canor          | Nadine Daviaud           | Nadine Daviaud Patricia Germain           | Claude Bergeret Jacques Secrétin        |
| 1978 La Roche-sur-Yon              | Jacques Secrétin     | Patrick Birocheau Régis Canor          | Brigitte Thiriet         | Nadine Daviaud Patricia Germain           | Claude Bergeret Jacques Secrétin        |
| 1977 Tours                         | Jacques Secrétin     | Jacques Secrétin Vinitzki              | Claude Bergeret          | Donne Patricia Germain                    | Claude Bergeret Vincent Purkart         |
| 1976 Caen                          | Patrick Birocheau    | Patrick Birocheau Régis Canor          | Brigitte Thiriet         | Claude Bergeret Brigitte Thiriet          | Evelyne Lecler Régis Canor              |
| 1975 Thonon-les-Bains              | Jacques Secrétin     | Patrick Birocheau Régis Canor          | Claude Bergeret          | Claude Bergeret Brigitte Thiriet          | Claude Bergeret Jacques Secrétin        |
| 1974 Oyonnax                       | Jacques Secrétin     | Patrick Birocheau Régis Canor          | Claude Bergeret          | Claude Bergeret Brigitte Thiriet          | Claude Bergeret Jacques Secrétin        |
| 1973 Cannes                        | Jacques Secrétin     | Patrick Birocheau Régis Canor          | Claude Bergeret          | Claude Bergeret Brigitte Thiriet          | Claude Bergeret Jacques Secrétin        |
| 1972 Dinan                         | Jacques Secrétin     | Jacques Secrétin Dhonte                | Claude Bergeret          | Claude Bergeret Brigitte Thiriet          | Leroy Jacques Secrétin                  |
| 1971 Troyes                        | Jacques Secrétin     | Jacques Secrétin Dhonte                | Martine Rioual-Le Bras   | Evelyne Lecler Leroy                      | Martine Rioual-Le Bras Jacques Secrétin |
| 1970 Toulouse                      | Jacques Secrétin     | Jacques Secrétin Dhonte                | Evelyne Lecler           | Evelyne Lecler Leroy                      | Martine Rioual-Le Bras Jacques Secrétin |
| 1969 Le Havre                      | Jacques Secrétin     | Vincent Purkart Jacques Helaine        | Michèle Boiteux          | Martine Le Bras Lambert                   | Martine Le Bras Jacques Secrétin        |
| 1968 Amiens                        | Jacques Secrétin     | Jacques Secrétin Michel Cordier        | Martine Le Bras          | Martine Le Bras Lambert                   | Martine Le Bras Jacques Secrétin        |
| 1967 Marseille                     | Jacques Secrétin     | Jacques Secrétin Dhonte                | Martine Le Bras          | Martine Le Bras Alima Mokhtari            | Martine Alber Francis Dubus             |
| 1966 Nancy                         | Jacques Secrétin     | Jacques Gambier Jacques Helaine        | Martine Le Bras          | Martine Le Bras Alima Mokhtari            | Martine Alber Francis Dubus             |
| 1965 Tours                         | Vincent Purkart      | Vincent Purkart Jacques Helaine        | Christiane Mathieu-Watel | Martine Le Bras Alima Mokhtari            | Martine Le Bras Paul Evrard             |
| 1964 Evreux                        | Vincent Purkart      | Vincent Purkart Jacques Helaine        | Martine Le Bras          | Martine Le Bras Alima Mokhtari            | Christiane Mathieu-Watel Gérard Chergui |
| 1963 Paris                         | Gérard Chergui       | Gérard Chergui Guy Caussin             | Christiane Watel         | Martine Le Bras Alima Mokhtari            | Christiane Mathieu-Watel Gérard Chergui |
| 1962 Rennes                        | Marcel Barouh        | Vincent Purkart Lager                  | Monique Alber            | Martine Le Bras Alima Mokhtari            | Monique Alber Jacques Gambier           |
| 1961 Macon                         | Marcel Barouh        | Marcel Barouh Maurice Granier          | Monique Alber            | Monique Alber Alima Mokhtari              | Claude Rougagnou Maurice Granier        |
| 1960 Compiègne                     | Marcel Barouh        | Stephen Cafiero Jacques Gambier        | Monique Alber            | Christiane Mathieu-Watel Claude Rougagnou | Monique Alber Jean-Claude Treinen       |
| 1959 Lyon                          | Guy Amouretti        | Marcel Barouh Maurice Granier          | Claude Rougagnou         | Monique Alber Simone Tarlet               | Claude Rougagnou René Roothooft         |
| 1958 Saint-Etienne                 | Marcel Barouh        | René Roothooft Michel Lanskoy          | Simone Tarlet            | Monique Alber Simone Tarlet               | Claude Rougagnou René Roothooft         |
| 1957 Paris                         | Guy Amouretti        | Michel Haguenauer Charles Dubouillé    | Claude Rougagnou         | Monique Alber Simone Tarlet               | Simone Tarlet Alex Agopoff              |
| 1956 Toulouse                      | René Roothooft       | René Roothooft Michel Lanskoy          | Christiane Watel         | Claude Rougagnou Christiane Watel         | Christiane Watel René Roothooft         |
| 1955 Grenoble                      | Guy Amouretti        | Stephen Cafiero Jean-Claude Sala       | Christiane Watel         | Claude Rougagnou Christiane Watel         | Christiane Watel René Roothooft         |
| 1954 Rouen                         | Guy Amouretti        | Stephen Cafiero Jean-Claude Sala       | Christiane Watel         | Bremond Vias                              | Christiane Watel René Roothooft         |
| 1953 Bordeaux                      | Guy Amouretti        | René Roothooft Michel Lanskoy          | Christiane Watel         | Louise Giraud Yolande Vannoni             | Christiane Watel René Roothooft         |
| 1952 Reims                         | René Roothooft       | Michel Haguenauer Charles Dubouillé    | Christiane Watel         | Sophie Betling Huguette Béolet            | Christiane Watel Guy Amouretti          |
| 1951 Valence                       | René Roothooft       | René Roothooft Michel Lanskoy          | Christiane Watel         | Sophie Betling Christiane Watel           | Huguette Béolet Alex Agopoff            |
| 1950 Lorient                       | Michel Haguenauer    | Michel Haguenauer Michel Lanskoy       | Huguette Béolet          | Bremond Vias                              | Huguette Béolet Alex Agopoff            |
| 1949 Lille                         | Michel Haguenauer    | Charles Dubouillé René Roothooft       | Jeanne Delay             | Maisonneuve Yolande Vannoni               | Huguette Béolet Alex Agopoff            |
| 1948 Tours                         | Guy Amouretti        | Michel Haguenauer Rubini               | Jeanne Delay             | Louise Giraud Huguette Béolet             | Sophie Betling Michel Haguenauer        |
| 1947 Bordeaux                      | Charles Dubouillé    | Alex Agopoff Guy Larcade               | Yolande Logelin          | Louise Giraud Ginette Soulage             | Yolande Logelin Guy Amouretti           |
| 1946 Paris                         | Maurice Bordrez      | Michel Haguenauer Rubini               | Angèle Joing             | Louise Giraud Ginette Soulage             | Ginette Soulage Alex Agopoff            |
| 1945 Paris                         | Alex Agopoff         | Alex Agopoff Charles Dubouillé         | Yolande Logelin          | Angele Nicolas Raymonde Parri             | Marcelle Delbarre Stephen Cafiero       |
| 1944 Paris                         | Guy Amouretti        | Michel Haguenauer Guy Amouretti        | Yolande Logelin          | Huguette Béolet Yolande Logelin           | Raymonde Parri Guerin                   |
| 1943 Vichy                         | Charles Dubouillé    | Alex Agopoff Charles Dubouillé         | Yolande Logelin          | Huguette Béolet Yolande Logelin           | Morel Michel Haguenauer                 |
| 1939 Marseille                     | Maurice Bordrez      | Alex Agopoff Raymond Furman            | Ginette Soulage          | Marie-Louise Chalamel Yolande Logelin     | Ginette Soulage Alex Agopoff            |
| 1938 Cognac                        | Michel Haguenauer    | Michel Haguenauer Pierre Tocque        | Jeanne Delay             | Jeanne Delay Ginette Soulage              | Maroutchka Azcue Michel Haguenauer      |
| 1937 Rouen                         | Michel Haguenauer    | Michel Haguenauer Pierre Tocque        | Jeanne Delay             | Huguette Béolet Hélène Dalichoux          | Hélène Dalichoux Debris                 |
| 1936 Nantes                        | Michel Haguenauer    | Michel Haguenauer Guerin               | Hélène Dalichoux         | Carmen Delarue Ginette Soulage            | Maroutchka Azcue Charles Dubouillé      |
| 1935 Tours                         | Michel Haguenauer    | Charles Dubouillé Pierre Tocque        | Carmen Delarue           | Carmen Delarue Rabille                    | Jeandidier Michel Haguenauer            |
| 1934 Clermont-Ferrand              | Michel Haguenauer    | Raymond Verger Roger Worth             | Carmen Delarue           | Maroutchka Azcue Marcelle Beaughon        | Marcelle Beaughon Raoul Bedoc           |
| 1933 Bordeaux                      | Michel Haguenauer    | Raymond Verger Roger Worth             | Yvonne Fayard            | Yvonne Fayard Monique Ravigneau           | Yvonne Fayard Henri Bolelli             |
| 1932 Paris                         | Raymond Verger       | J. Verger Raymond Verger               | Yvonne Fayard            | Maggie Beyt Yvonne Fayard                 | Yvonne Fayard Raymond Verger            |
| 1931 Paris                         | Michel Glickman      | Frich Raymond Verger                   | Maggie Beyt              | entfällt                                  | Yvonne Fayard Frich                     |
| 1930 Paris                         | Raymond Verger       | Kremer Rudy Loebenberg                 | Yvonne Fayard            | entfällt                                  | Ullmann Frich                           |
| 1929 Paris                         | Raymond Verger       | Frich Raymond Verger                   | Magie Beyt               | entfällt                                  | Ullmann Raymond Verger                  |
| 1928 Paris                         | Raymond Verger       | Raymond Verger Tola Vologe             | Jacqueline Galay         | entfällt                                  | Ullmann Raymond Verger                  |